# Malimbus ballmanni
Malimbo-de-ballmann ou malimbe-de-papo-amarelo (Malimbus ballmanni) é uma espécie de ave da família Ploceidae.
Pode ser encontrada nos seguintes países: Costa do Marfim, Guiné, Libéria e Serra Leoa.
Os seus habitats naturais são: florestas subtropicais ou tropicais húmidas de baixa altitude.
Está ameaçada por perda de habitat.